# 카리타 데 앙헬
《카리타 데 앙헬》(스페인어: Carita de ángel)는 2000년 방영된 멕시코의 텔레노벨라이다.